# Dianne Burge
Dianne Marie Burge (z domu Bowering, ur. 9 października 1943 w Adelaide, zm. 11 czerwca 2024) – australijska sprinterka, dwukrotna uczestniczka igrzysk olimpijskich i trzykrotna złota medalistka igrzysk Imperium Brytyjskiego i Wspólnoty Brytyjskiej w 1966.

## Kariera sportowa
Zajęła 6. miejsce w finale sztafety 4 × 100 metrów oraz odpadła w półfinale biegu na 100 metrów na igrzyskach olimpijskich w 1964 w Tokio.
Na igrzyskach Imperium Brytyjskiego i Wspólnoty Brytyjskiej w 1966 w Kingston zdobyła złote medale w biegu na 100 jardów (przed Irene Piotrowski z Kanady i Jill Hall z Anglii), w biegu na 220 jardów (przed inną Australijką Jennifer Lamy i Piotrowski) oraz w sztafecie 4 × 110 jardów, która biegła w składzie: Lamy, Pamela Kilborn, Joyce Bennett i Burge. Zajęła 5. miejsce w sztafecie 4 × 100 metrów, 6. miejsce w biegu na 100 metrów i odpadła w półfinale biegu na 200 metrów na igrzyskach olimpijskich w 1968 w Meksyku.
Była mistrzynią Australii w biegu na 100 jardów w 1962/1963, w biegu na 100 metrów w 1966/1967 i 1967/1968, w biegu na 220 jardów w 1964/1965 i w biegu na 200 metrów 1967/1968 oraz wicemistrzynią w biegu na 100 jardów w 1963/1964, 1964/1965 i 1965/1966.
Dwukrotnie poprawiała rekord Australii w sztafecie  4 × 100 metrów do wyniku 43,50, uzyskanego 19 października 1968 w Meksyku.

## Rekordy życiowe
Dianne Burge miała następujące rekordy życiowe:
- bieg na 100 jardów – 10,4 s (18 marca 1966, Sydney, pomiar ręczny)
- bieg na 100 jardów – 10,58 s (6 sierpnia 1966, Kingston, pomiar automatyczny)
- bieg na 100 metrów – 11,2 s (4 października 1968, Meksyk, pomiar ręczny)
- bieg na 100 metrów – 11,33 s (14 października 1968, Meksyk, pomiar automatyczny)
- bieg na 200 metrów – 22,0 s (10 marca 1968, Adelaide, pomiar ręczny)